# Municipio de Magdalena Apasco
El municipio de Magdalena Apasco es uno de los 570 municipios en los que se encuentra dividido el estado de Oaxaca en  México. Su localización es a 26 km al noroeste de la capital del Estado, a 40 minutos vía automóvil, en la autopista 190. Se localiza en el centro del estado anteriormente mencionado.
La cabecera municipal se encuentra en Magdalena Apasco y cuenta con 7.522 habitantes. Pertenece a la Región Valles Centrales y es el municipio 45 de Oaxaca. Cuenta con un clima semiseco. Tiene una extensión de 29,34 km².
El origen del nombre del municipio es en primer lugar en honor a Santa María Magdalena de la religión católica, y en segundo lugar "Apasco" proviene de la lengua Apazantli, significando vasija grande de barro en forma de cazuela. Se le atribuye el nombre de Apasco, ya que en 1700, en los inicios del municipio, se realizaban partes o vasijas de barro; con la llegada de los españoles se le otorgó el nombre Magdalena Apasco.
Las principales fechas festivas de Magdalena Apasco son el cuarto viernes de Cuaresma, la fiesta patronal del 22 de julio en honor a Santa María Magdalena y el 18 de diciembre en honor a la Virgen de la Soledad. 
La principal actividad económica es la extracción en canteras, de mármol y ónice, así como su artesanía característica en mármol.